# Габровац
Габровац је насељено место у градској општини Палилула на подручју града Ниша у Нишавском округу. Налази се у долинском простору Габровачке реке, у јужном делу Ниша, удаљено 6 км од центра града. Године 1878. село је имало 33 домаћинства и 222 становника (просечно 6,7 по домаћинству) а 1930. године 124 домаћинства и 765 становника. Према попису из 2022. било је 1127 становника (према попису из 1991. било је 1167 становника).
У самом центру је ушће два потока, Вукмановске и Бербатовске реке који чине Габровачку реку - притоку Нишаве. Габровац је познат по једном од најстаријих манастира у Нишавском региону. Ради се о манастиру Свете Тројице који је саграђен у 13. веку и један је од најлепших у околини Ниша. У околини Габровца налазе се такозвани римски и турски шанац. Обе локације сада користе припадници Војске Србије.

Овде се налазе Запис дуд Свете Тројице (Габровац), Запис крст Свете Тројице (Габровац) и Запис липа код цркве (Габровац).

## Историја
Преисторијски и антички налази, а затим трагови старохришћанске цркве на локалитету Манастира Свете Тројице, указују на давну историјску насељеност овог простора. Да је Габровац још у средњем веку формирано село показују најранији турски извори, јер га је попис из 1498. године затекао са 84 куће (6 самачких, 8 удовичких) и 3 воденице које мељу пола године, и са приходом села од 10.350 акчи. Према турском попису нахије Ниш из 1516. године, место је било једно од 111 села нахије и носило је исти назив као данас, а имало је 10 кућа, 3 удовичка домаћинства, 3 самачка домаћинства . Уочи ослобођења од Турака село је било под господарлуком Јусуф-бега из Ниша.

## Живот
У периоду Србије и међуратне Југославије село постепено губи натуралне карактеристике оријентишући се ка тржишној и приградској пољопривреди. После 1945. године развој села испољио је двојаке особине: тенденцију исељавања аутохтоног становништва ближе Нишу или у Ниш и привлачност за усељавање становништва других села. У том процесу постепено губи традиционалне пољопривредне карактеристике и од 1950/55. године најпре се трансформисао у приградско мешовито насеље, а од 1970/75. године у радничко-сељачку периферијску месну заједницу.
У структури домаћинстава, према извору прихода, било је 1971. године 45 пољопривредних, 86 мешовитих и 150 непољопривредних домаћинстава. Ширећи се дуж пута у долини Габровачке реке, као и парцелацијом и насељавањем мештана и придошлица на локацијама поред пута, дошло је током 1970-1980. године до физичког споја и срастања Ниша са Габровцем. Осим тога, наступио је после 1970/75. године и интерес Нишлија за откупом земљишта ради рекреације и одмора. Тако је током осме деценије 20. века у долинском простору до манастира Свете Тројице и изнад њега израсла једна од нишких викенд зона.

## Саобраћај
До Габровца се може доћи приградским линијама 22 ПАС Ниш - Габровац - Бербатово - Вукманово, линијом 23 ПАС Ниш - Габровац - Бербатово, кружном линијом 23К ПАС Ниш - Габровац - Вукманово - Бербатово - Габровац - ПАС Ниш и линијом 23Л ПАС Ниш - Габровац.

## Демографија
У насељу Габровац живи 1044 пунолетних становника, а просечна старост становништва износи 46,2 година (45,4 код мушкараца и 47,0 код жена). У насељу има 455 домаћинстава, а просечан број чланова по домаћинству је 2,48.
Ово насеље је великим делом насељено Србима (према попису из 2002. године).
|  |

| Демографија | Демографија | Демографија |
| Година      | Становника  | Становника  |
| ----------- | ----------- | ----------- |
| 1948.       | 1.165       |             |
| 1953.       | 1.267       |             |
| 1961.       | 1.282       |             |
| 1971.       | 1.114       |             |
| 1981.       | 1.168       |             |
| 1991.       | 1.167       | 1.162       |
| 2002.       | 1.189       | 1.220       |
| 2011.       | 1.238       |             |
| 2022.       | 1.127       |             |

| Етнички састав према попису из 2002.‍ | Етнички састав према попису из 2002.‍ | Етнички састав према попису из 2002.‍ | Етнички састав према попису из 2002.‍ | Етнички састав према попису из 2002.‍ |
| ------------------------------------ | ------------------------------------ | ------------------------------------ | ------------------------------------ | ------------------------------------ |
|                                      |                                      |                                      |                                      |                                      |
| Срби                                 | Срби                                 |                                      | 1.130                                | 95,03%                               |
| Роми                                 | Роми                                 |                                      | 23                                   | 1,93%                                |
| Црногорци                            | Црногорци                            |                                      | 1                                    | 0,08%                                |
| Хрвати                               | Хрвати                               |                                      | 1                                    | 0,08%                                |
| Немци                                | Немци                                |                                      | 1                                    | 0,08%                                |
| непознато                            | непознато                            |                                      | 33                                   | 2,77%                                |

| Година пописа     | 1948. | 1953. | 1961. | 1971. | 1981. | 1991. | 2002. |
| ----------------- | ----- | ----- | ----- | ----- | ----- | ----- | ----- |
| Број домаћинстава | 204   | 219   | 275   | 281   | 322   | 343   | 387   |

| Број чланова      | 1  | 2   | 3  | 4  | 5  | 6  | 7 | 8 | 9 | 10 и више | Просек |
| ----------------- | -- | --- | -- | -- | -- | -- | - | - | - | --------- | ------ |
| Број домаћинстава | 56 | 107 | 74 | 87 | 34 | 25 | 3 | 1 | 0 | 0         | 3,07   |

| Пол    | Укупно | Неожењен/Неудата | Ожењен/Удата | Удовац/Удовица | Разведен/Разведена | Непознато |
| ------ | ------ | ---------------- | ------------ | -------------- | ------------------ | --------- |
| Мушки  | 522    | 142              | 338          | 31             | 9                  | 2         |
| Женски | 525    | 96               | 335          | 74             | 18                 | 2         |
| УКУПНО | 1.047  | 238              | 673          | 105            | 27                 | 4         |

| Пол    | Укупно                    | Пољопривреда, лов и шумарство | Рибарство                            | Вађење руде и камена | Прерађивачка индустрија       |
| ------ | ------------------------- | ----------------------------- | ------------------------------------ | -------------------- | ----------------------------- |
| Мушки  | 251                       | 6                             | 0                                    | 0                    | 101                           |
| Женски | 154                       | 8                             | 0                                    | 0                    | 43                            |
| УКУПНО | 405                       | 14                            | 0                                    | 0                    | 144                           |
| Пол    | Производња и снабдевање   | Грађевинарство                | Трговина                             | Хотели и ресторани   | Саобраћај, складиштење и везе |
| Мушки  | 4                         | 9                             | 28                                   | 7                    | 25                            |
| Женски | 0                         | 1                             | 31                                   | 12                   | 6                             |
| УКУПНО | 4                         | 10                            | 59                                   | 19                   | 31                            |
| Пол    | Финансијско посредовање   | Некретнине                    | Државна управа и одбрана             | Образовање           | Здравствени и социјални рад   |
| Мушки  | 1                         | 3                             | 17                                   | 4                    | 13                            |
| Женски | 2                         | 4                             | 7                                    | 9                    | 19                            |
| УКУПНО | 3                         | 7                             | 24                                   | 13                   | 32                            |
| Пол    | Остале услужне активности | Приватна домаћинства          | Екстериторијалне организације и тела | Непознато            | Непознато                     |
| Мушки  | 5                         | 0                             | 0                                    | 28                   | 28                            |
| Женски | 3                         | 0                             | 0                                    | 9                    | 9                             |
| УКУПНО | 8                         | 0                             | 0                                    | 37                   | 37                            |

## Знаменитости
- Манастир Свете Тројице, саграђен током прве половине 19. века на темељима цркве за коју предање каже да је подигнута у 13. веку. Занимљиво је да су у цркви 1875. године живописани ликови Милоша Обилића и цара Лазара, оба као светитељи.[5]